# Radeljski potok
Rádeljski pôtok je levi pritok Drave iz srednjega dela Kozjaka. Izvira v plitvi gozdnati grapi tik pod vasjo Sv. Lovrenc (nem. Sankt Lorenzen ob Eibiswald) v sosednji Avstriji in teče najprej slab kilometer do slovensko-avstrijske državne meje, nato še en kilometer po državni meji. Sprva teče po razmeroma plitvi dolini proti jugovzhodu, nato zavije na jug in teče po ozki dolini vse do izliva v Dravo. Pred izlivom prečka prodno ravnino Radeljskega polja, v katero je potok vrezal izrazito dolino, na obeh straneh omejeno s strmo ježo prodne terase. Z obeh strani se vanj stekajo manjši potoki iz strmih gozdnatih grap.
Dolina Radeljskega potoka je večinoma v metamorfnih skrilavcih in filitih, v katerih prevladujejo strma, gozdnata pobočja. Višje lege nad dolino gradijo srednjemiocenske ivniške plasti (konglomerat, peščenjak in peščeni lapor), ki so bile odložene na podlago iz metamorfnih kamnin, v njih pa je površje položnejše in poseljeno s samotnimi kmetijami.
Potok teče skoraj ves čas po naravni strugi, le najspodnejši del struge pred izlivom je spremenjen v umetno korito. V zgornjem toku in tik pred izlivom je ob njem nekoliko širša naplavna ravnica, v večjem delu pa teče po živoskalni podlagi v dnu ozke doline s strmimi gozdnatimi pobočji. V ožjem delu doline je malo naplavin, naplavna ravnica se pojavlja le na nekaj mestih, nekaj manjših vršajev so v dno doline nanosili pritoki iz stranskih grap. Potok ima zanimiv izliv v Dravo, saj ima obliko delte; na njeni vzhodni strani je sedanja, regulirana struga, na zahodnem robu delte je deloma ohranjena nekdanja struga. Na odlaganje plavja ima tu močan vpliv spreminjanje višine vode v strugi Drave za jezom HE Ožbalt.
Podobno kot ostali kozjaški potoki je tudi Radeljski potok izrazit hudournik in občasno povzroča težave zaradi močne erozije in nasipanja, mdr. ob močnih poletnih nalivih avgusta in septembra 2014. Ker je dolinsko dno večinoma neposeljeno in po njem vodi samo lokalna cesta do okoliških kmetij, škoda zaradi poplav ni velika.
Zgornji in srednji del doline sta neposeljena, gozd sega z obeh pobočij večinoma do potoka, nekaj hiš je samo ob spodnjem toku. Nekoč so bile v dolini številne žage in mlini, ki so pripadali okoliškim kmetijam, a so po drugi svetovni vojni prenehale delovati. Na tem in drugih starih zemljevidih se potok imenuje Vitter Bach.
Pri izlivu potoka v Dravo je na vzhodni strani ribnik Reš, ki se napaja z vodo iz Radeljskega potoka. V njem mdr. gojijo krape (Cyprinus carpio), rdečeoko (Rutilus rutilus) in belega amurja (Ctenopharyngodon idella). Z ribjim življem v ribniku upravlja Ribiška družina Radlje ob Dravi. Območje izliva Radeljskega potoka ter bližnji ribnik in obala Drave, ki ga deloma porašča obvodno grmičevje in mestoma trstičje, je pomembno tudi z ekološkega vidika, saj nudi zavetje številnim vrstam ptic in drugih živih bitij. V neposredni bližini ribnika je na desnem bregu Radeljskega potoka radeljsko kopališče (Vodni park Radlje ob Dravi), ki so ga odprli avgusta 2014.